# St. Magni (Braunschweig)

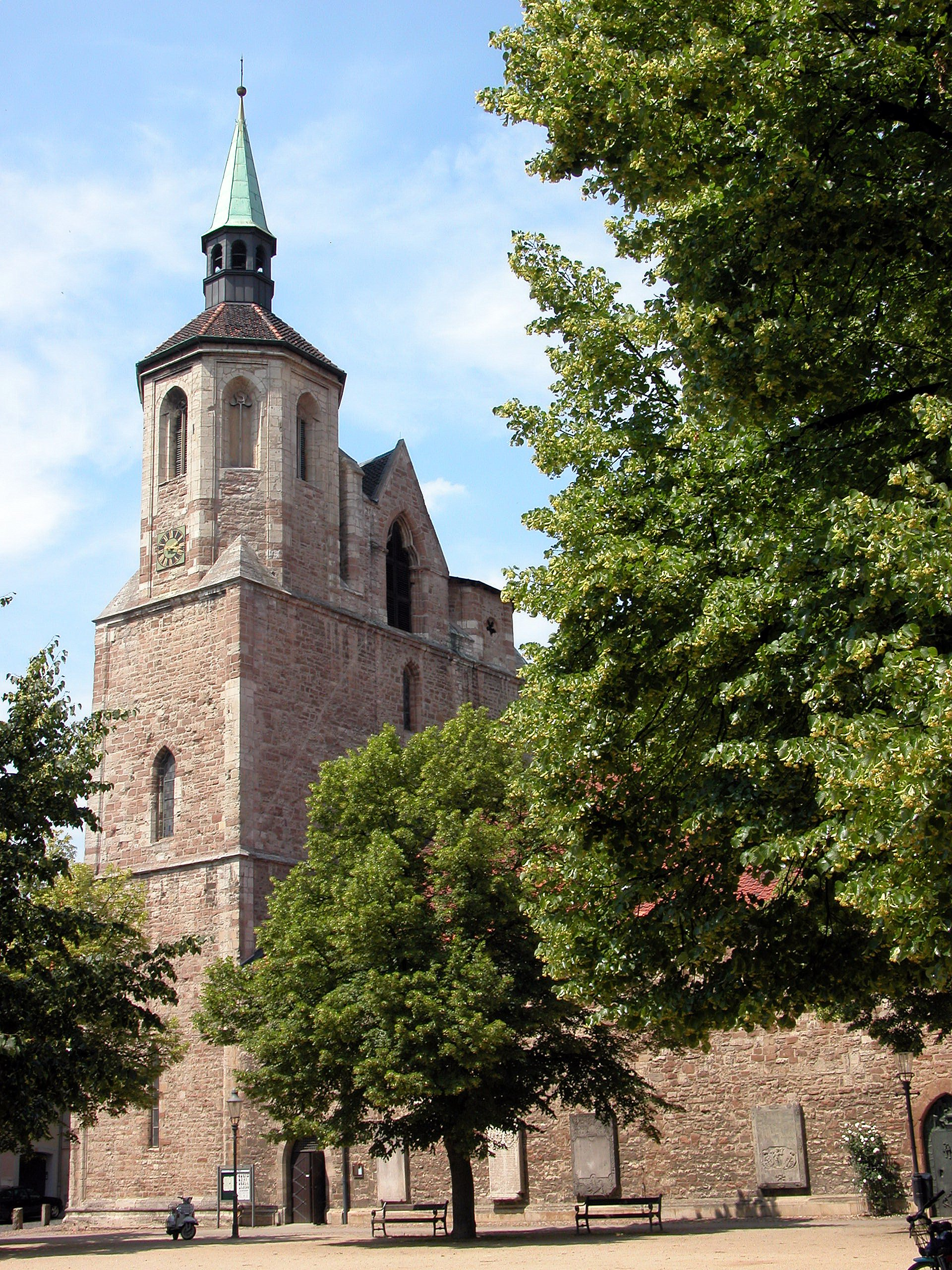
Südostansicht

Die Magnikirche in Braunschweig stammt aus dem frühen 11. Jahrhundert und bildet heute den Mittelpunkt des Magniviertels im alten Weichbild Altewiek.

## Geschichte
Die Weiheurkunde aus dem Jahr 1031 gilt als erster urkundlicher Beleg der Existenz dessen, was heute die Stadt Braunschweig ist. In der Urkunde wird die Siedlung als Brunesguik bezeichnet. Als Namenspatron wird der apulische Bischof Magnus vermutet, der besonders bei den Friesen verehrt wurde. In diesem Fall hätte die Siedlung schon sehr früh Handelsbeziehungen bis zur Nordsee unterhalten.

### Weiheurkunde von 1031

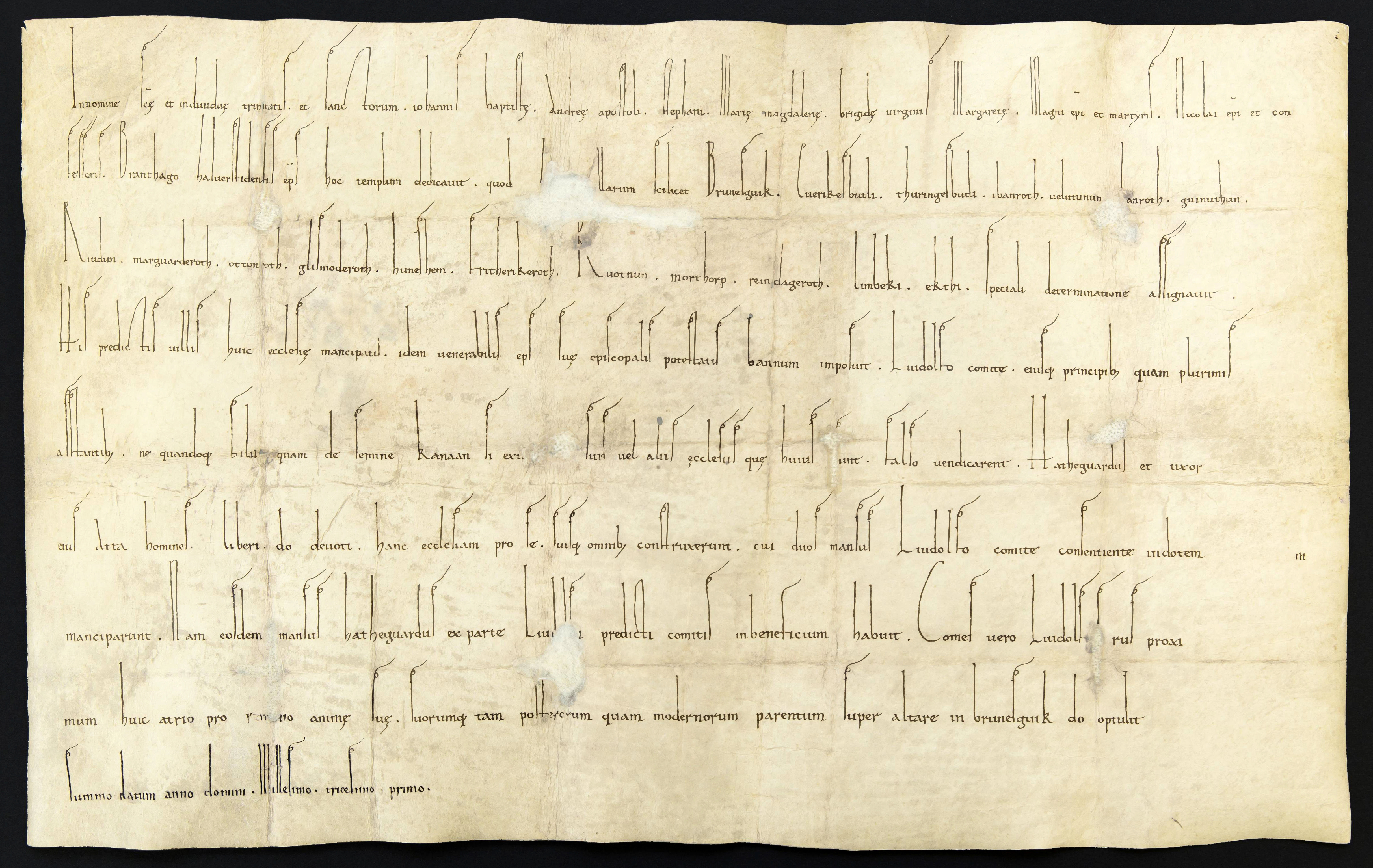
Die Weiheurkunde der Magnikirche aus dem Jahre 1031. Sie ist gleichzeitig der älteste urkundliche Nachweis des Namens „Brunesguik“ (2. Zeile, mittig), aus dem im 16. Jahrhundert „Braunschweig“ wurde.

Die Weiheurkunde von 1031 ist in der Form eines Protokolls bzw. einer „notitia“ angefertigt. Der Kirche werden die Brunesguik (Braunschweig bzw. Altewiek), Everikesbutli (wüst, im Gebiet von Querum), Thuringesbutli (wüst, Schunteraue), Ibanroth (Bienrode), Velittunun (Veltenhof), Hanroth (wüst, zu Veltenhof gehörend), Guinitthun (Wenden), Riudun (Rühme), Marquarderoth (wüst, Nordstadt), Ottonroth (wüst, am Nußberg), Glismoderoth (Gliesmarode) Huneshem (wüst, am Lünischteich, Riddagshausen), Fritherikesroth (wüst, zwischen Mastbruch und Mittelriede), Ruotnun (Rautheim), Morthorp (wüst, auf dem Braunschweiger Hauptfriedhof am Streitberg, siehe Viewegs Garten-Bebelhof), Reindageroth (wüst, bei Rautheim), Limbeki (wüst, Bebelhof, siehe Viewegs Garten-Bebelhof) und Ekthi (wüst, am Zuckerberg, siehe Viewegs Garten-Bebelhof) zugewiesen. Alle diese Orte liegen oder lagen östlich der Oker, die bis zur Reformation zum Bistum Halberstadt gehörten. Die Orte der westlichen Okerseite gehörten zum Bistum Hildesheim.

### Baugeschichte

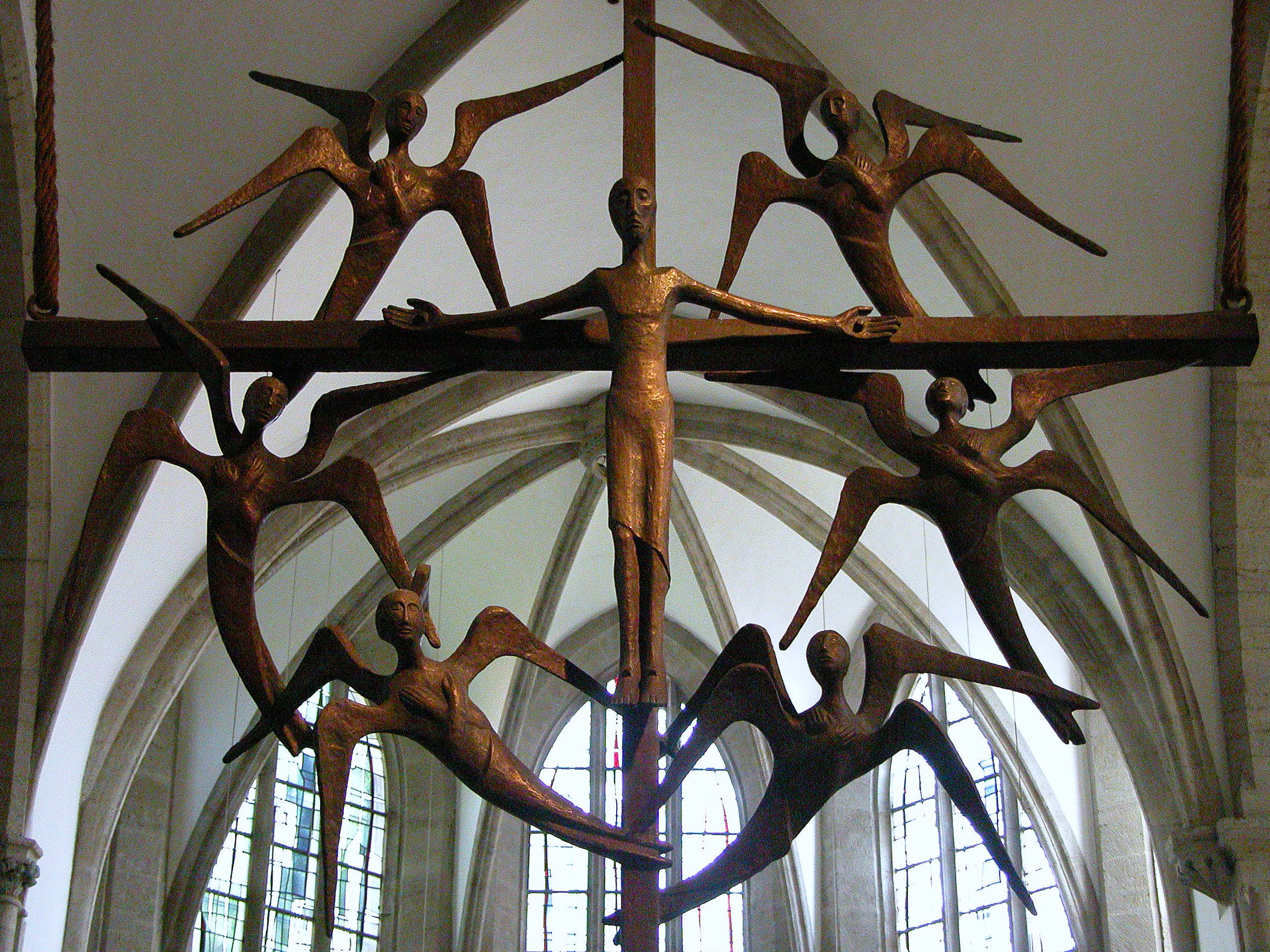
Kreuz

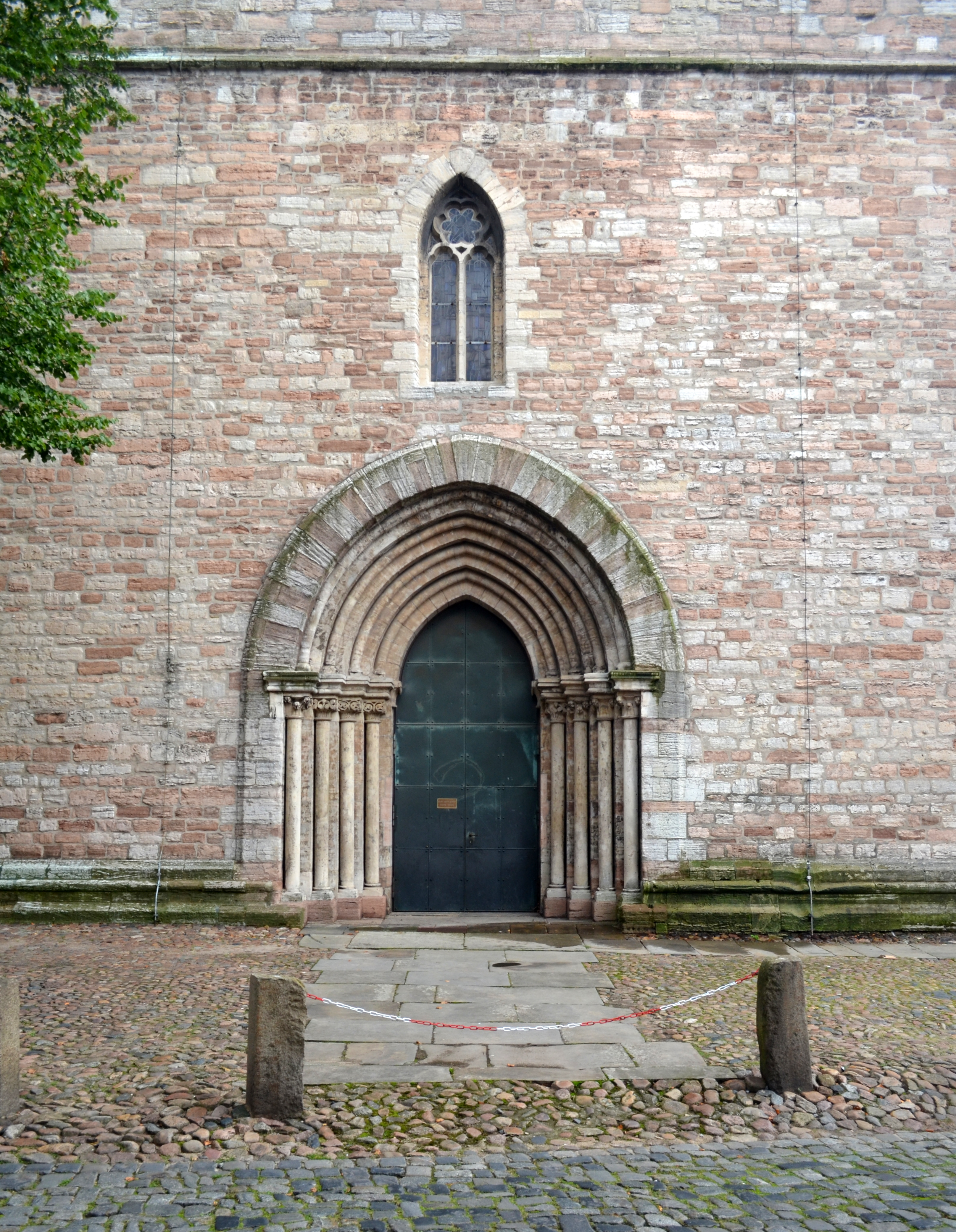
Westportal

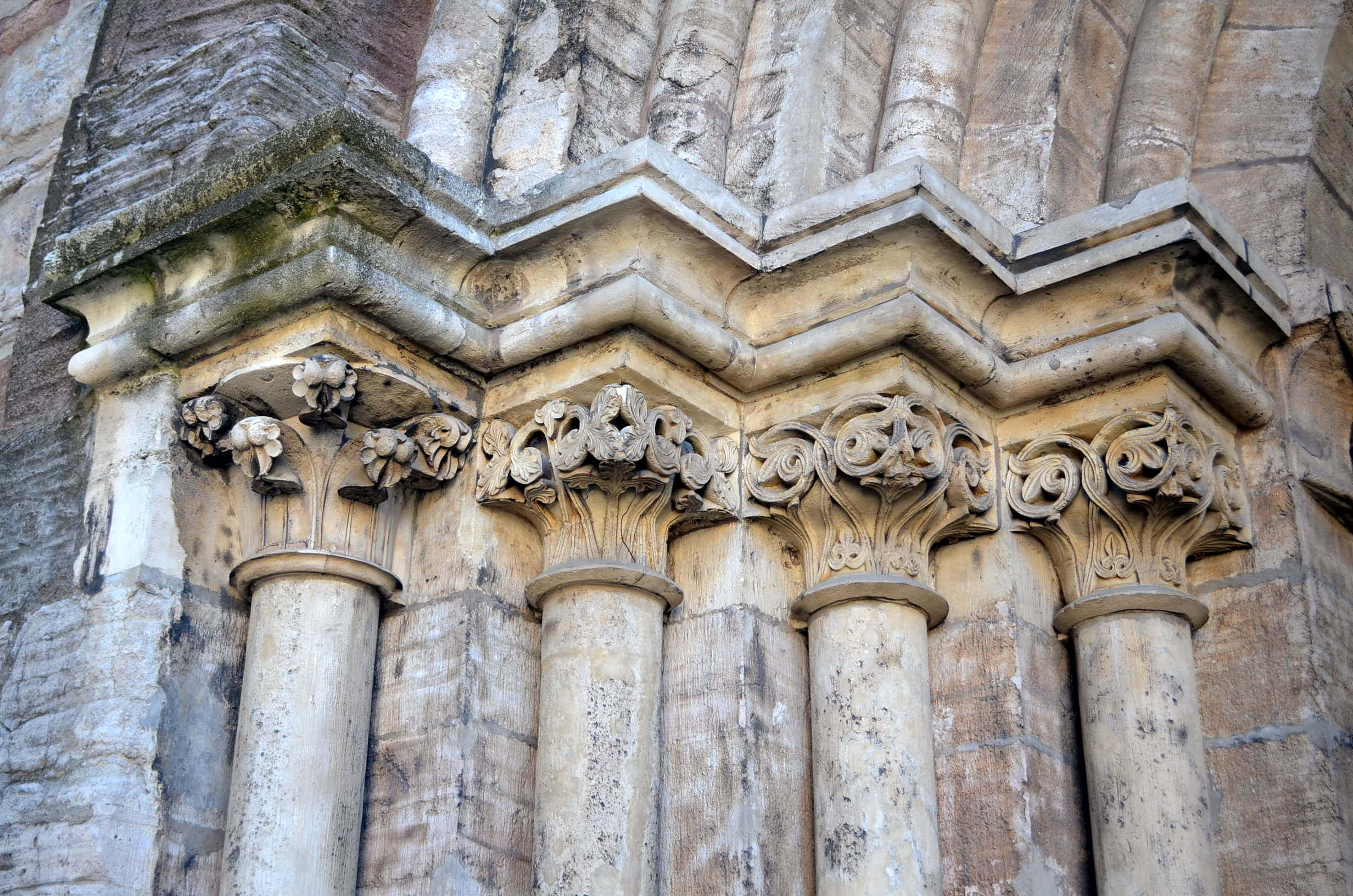
Kapitelle am Westportal

Die Pfarrkirche St. Magni wurde ab 1252 neu gebaut, Reste der ursprünglichen Kirche sind in den Fundamenten erhalten geblieben.
Zwischen 1873 und 1877 wurde das Gebäude durch Ludwig Winter restauriert und von Max Osterloh und Adolf Quensen im Stil des Historismus ausgemalt.
Glasfenster schuf 1926 Otto Linnemann aus Frankfurt am Main. Während des Zweiten Weltkrieges wurde die Kirche vor allem durch den Bombenangriff vom 23. April 1944 sehr stark beschädigt. Nach Kriegsende standen nur noch der Turm und die Säulenarkaden des Langhauses. Von 1956 bis 1964 wurde der Bau in wesentlich veränderter, teilweise moderner Form wiederhergestellt.
Beim Wiederaufbau wurde das Langhaus in deutlich niedrigerer Form ausgeführt, die Fensterreste der Südwand wurden zugemauert und die Nordseite wurde in Beton mit Langfenstern ausgeführt. Die total zerstörte Apsis von 1447 wurde ohne gotisches Maßwerk in den Fenstern wiedererrichtet, die intakte nördliche Säulenarkade des Langhauses wurde abgetragen zugunsten eines großen hallenartigen Kirchenraumes. Das Gewölbe wurde ebenfalls nur über der Apsis wiederhergestellt, im Langhaus wurde innen ein Schleppdach mit hölzerner Verkleidung eingezogen, welches auf der südlichen Seite auf den erhaltenen Säulenarkaden ruht, auf der nördlichen Seite von einer Betonkonstruktion getragen wird.
Der Wiederaufbau Braunschweigs ältester Kirche in moderner Form wurde vielfach kritisiert. Auf der einen Seite sei intakte historische Substanz beseitigt worden, auf der anderen Seite sei vollkommen Zerstörtes (die Apsis) in einer vereinfachten, historisierenden Form wiederaufgebaut worden, wie sie so nie bestanden habe. Vor allem hätte die Magnikirche vor ihrer Zerstörung keine Jochgiebel gehabt, die für die braunschweigischen Kirchen sonst üblich sind. Nach dem Wiederaufbau wurden die Joche der Apsis dennoch mit Giebeln versehen.

## Ausstattung
1958 wurde am Giebel des Chors eine moderne Plastik mit dem Namen Der Rufer von Bodo Kampmann angebracht, der von der Giebelwand auf den niedrigeren Mittelteil des Langhauses schaut. Er symbolisiert den apokalyptischen Engel, der auf der Trompete zum Jüngsten Gericht bläst. Bezogen wurde das mahnende Rufen des Engels auf den Zweiten Weltkrieg und die Zerstörung Braunschweigs.
An der Nordwand des Langhauses ist in moderner Buntverglasung der Zug der Israeliten durch das Rote Meer zu sehen. In der Kirche befinden sich ein bronzenes Taufbecken von 1468, Reste eines Passionszyklus, mehrere Epitaphien und der Torso des von Anton Detlev Jenner begonnenen und von Matthäus Heinrich Vetten vollendeten barocken Hochaltars von 1730/1734. Zur Wiedereinweihung 1964 erhielt die Kirche ein modernes Kruzifix von Ulrich Henn.
Orgel
Die Orgel von St. Magni wurde 1968 von der Manufaktur Alfred Führer Orgelbau gebaut. Sie verfügt über 35 Register auf drei Manualen und Pedal.

## Glocken
Im Glockenhaus zwischen zwei kurzen oktogonalen Türmen auf dem quaderförmigen sächsischen Westriegel hängt die „Magnusglocke“ aus dem Jahr 1335, die älteste Glocke des Braunschweiger Landes. Insgesamt besitzt die Magnikirche ein Geläut aus fünf Glocken, von denen die zwei kleinsten nicht zum Läuten benutzt werden können.
1. Heer- bzw. Friedensglocke, Gussjahr 1643, ca. 3000 kg, Ton h°, hängt im Glockenhaus zwischen den Türmen
2. Magnusglocke, Gussjahr 1335, ca. 2000 kg, Ton d′, hängt im Glockenhaus zwischen den Türmen
3. Stundenglocke, Gussjahr 1406, ca. 1000 kg, Ton fis′, hängt im Südturm
4. Schosselglocke, Gussjahr 1630, 58 kg, Ton fis′′, hängt im Südturm, stillgelegt
5. Schandelglocke, Gussjahr 1445, 23 kg, Ton fis′′′, beschädigte Krone, steht in der Sakristei

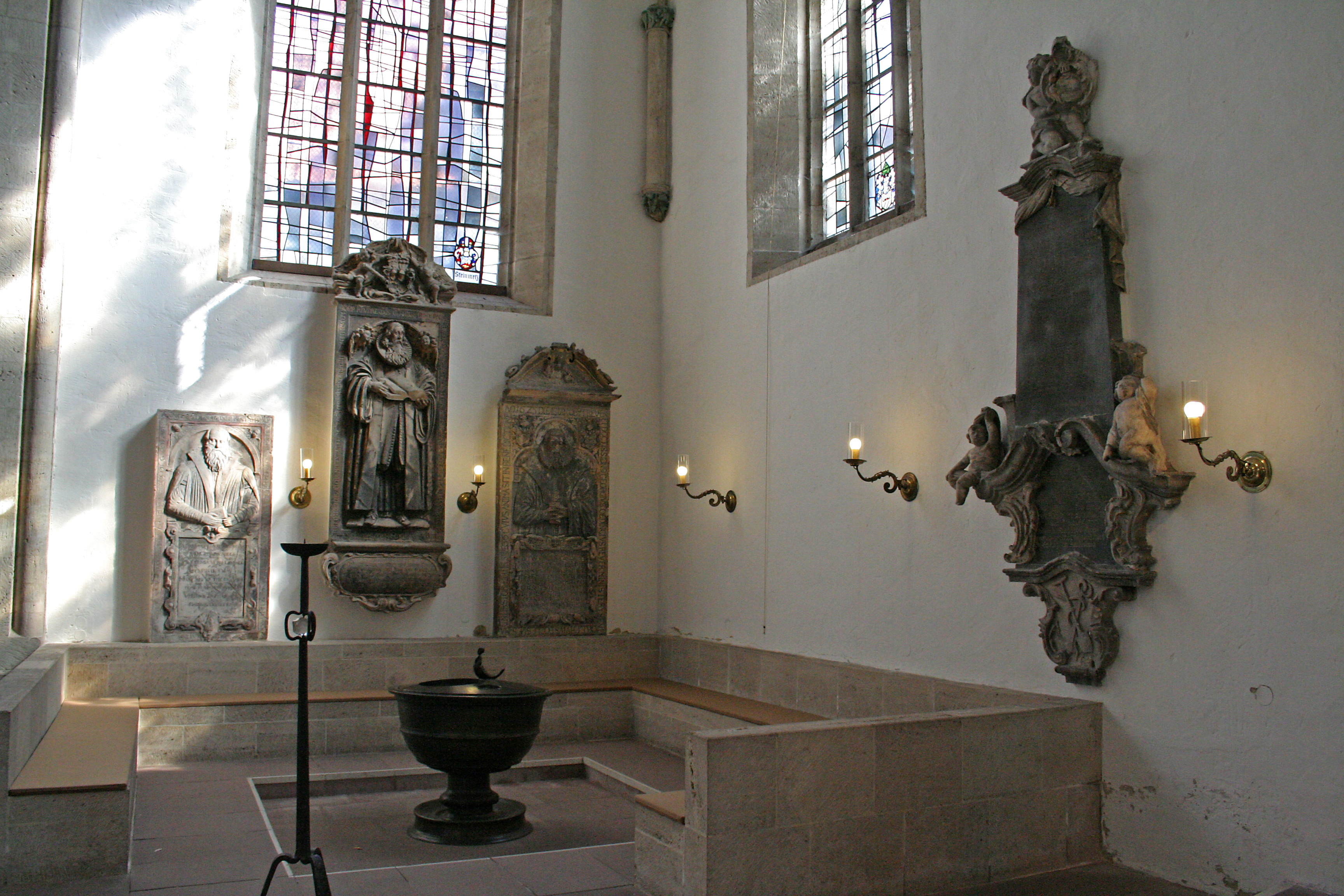
Taufbecken (1468), Deckel von Ulrich Henn (1964), Epitaphe aus dem 16. und 17. Jahrhundert
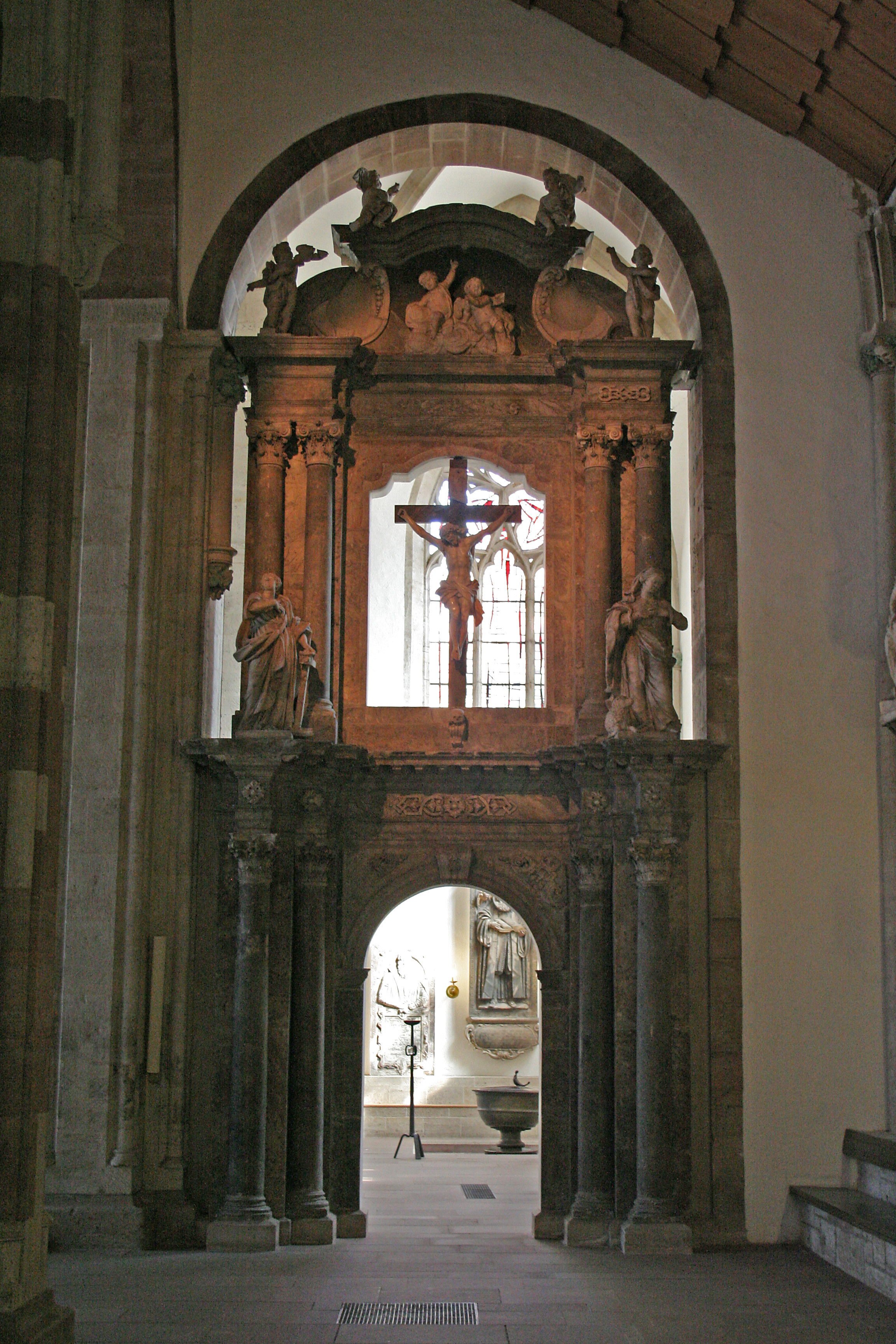
Der Hochaltar von Jenner und Vetten (1730/34)
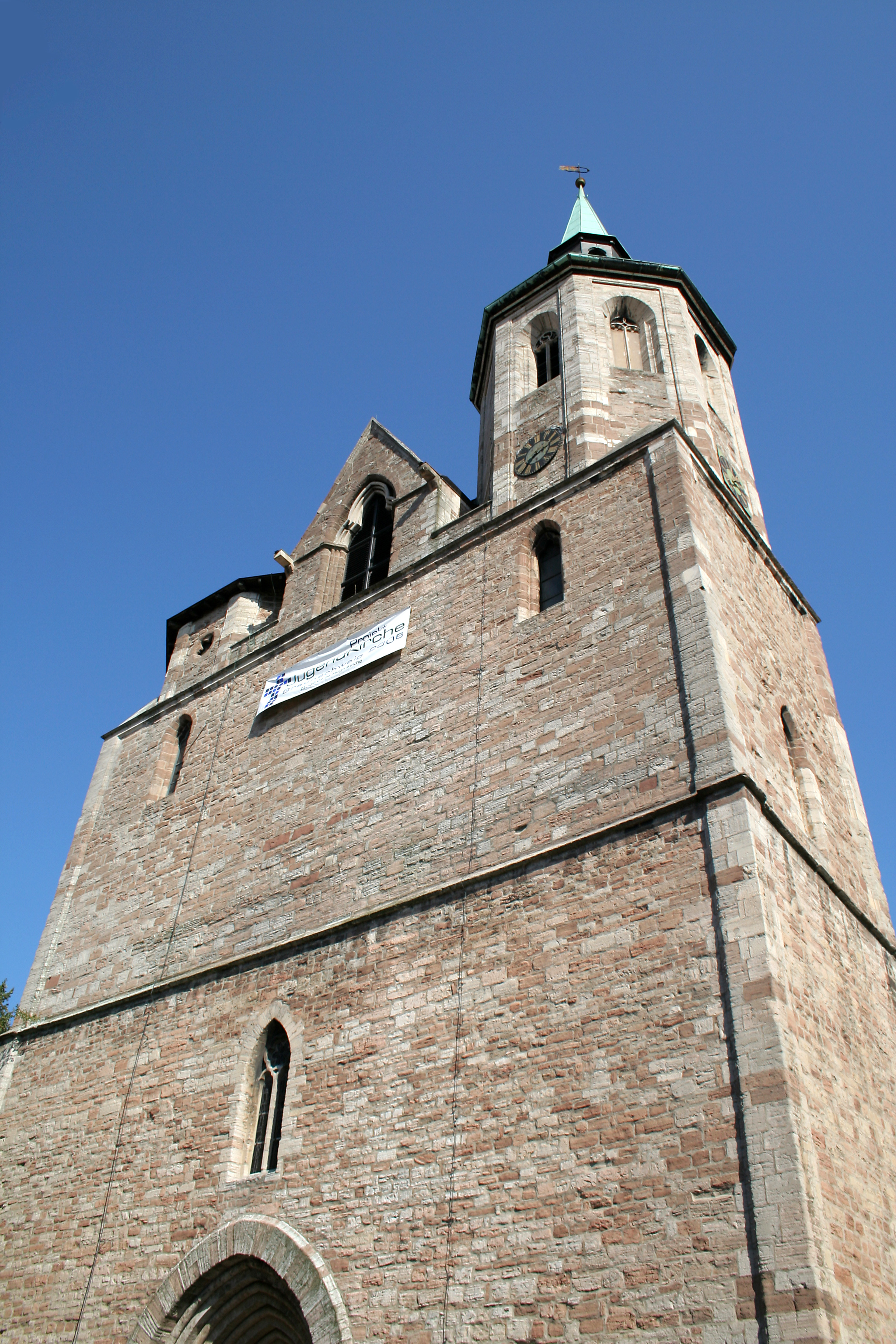
Ansicht von Südwesten
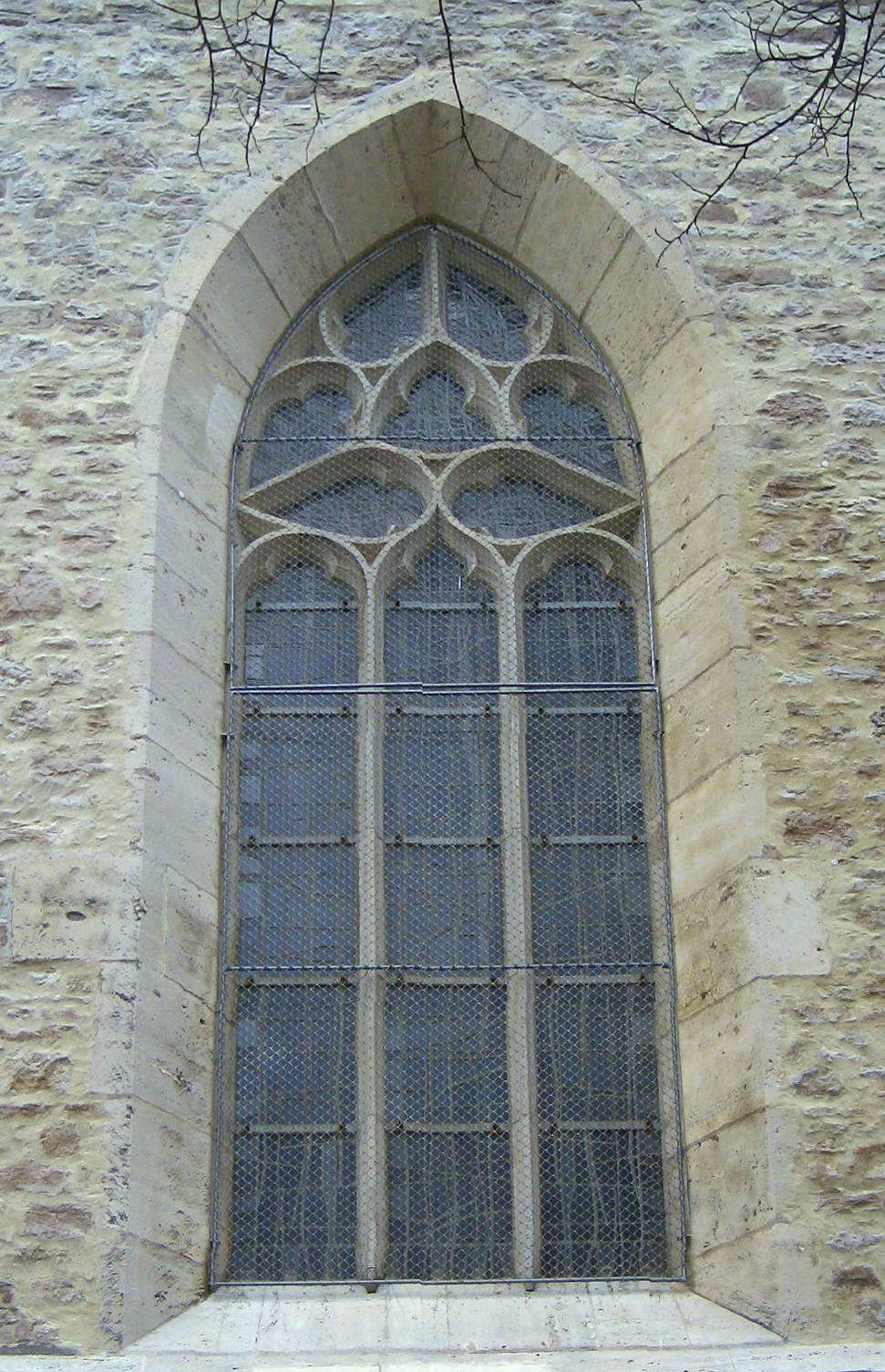
Maßwerkfenster der Nordseite
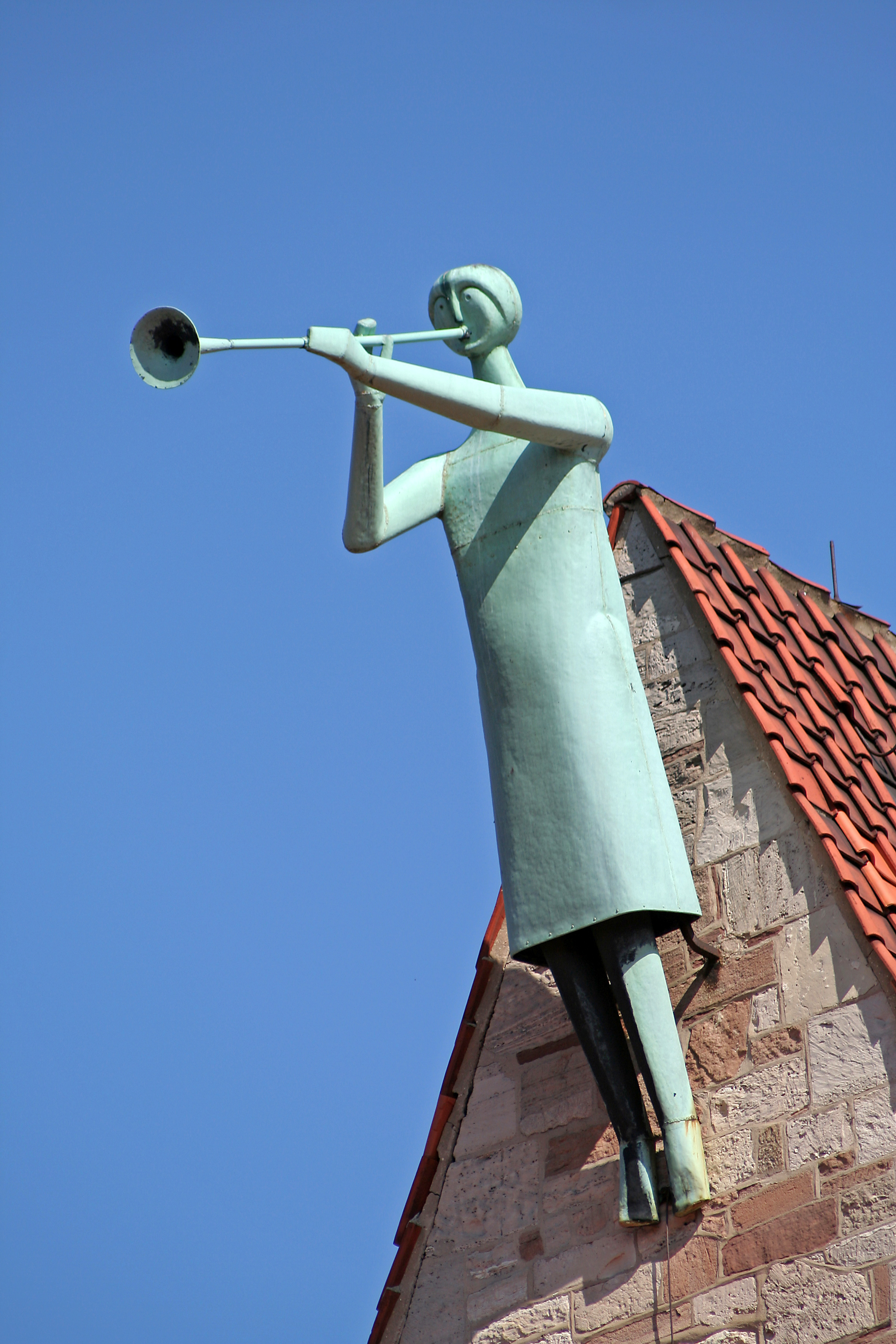
Der Rufer
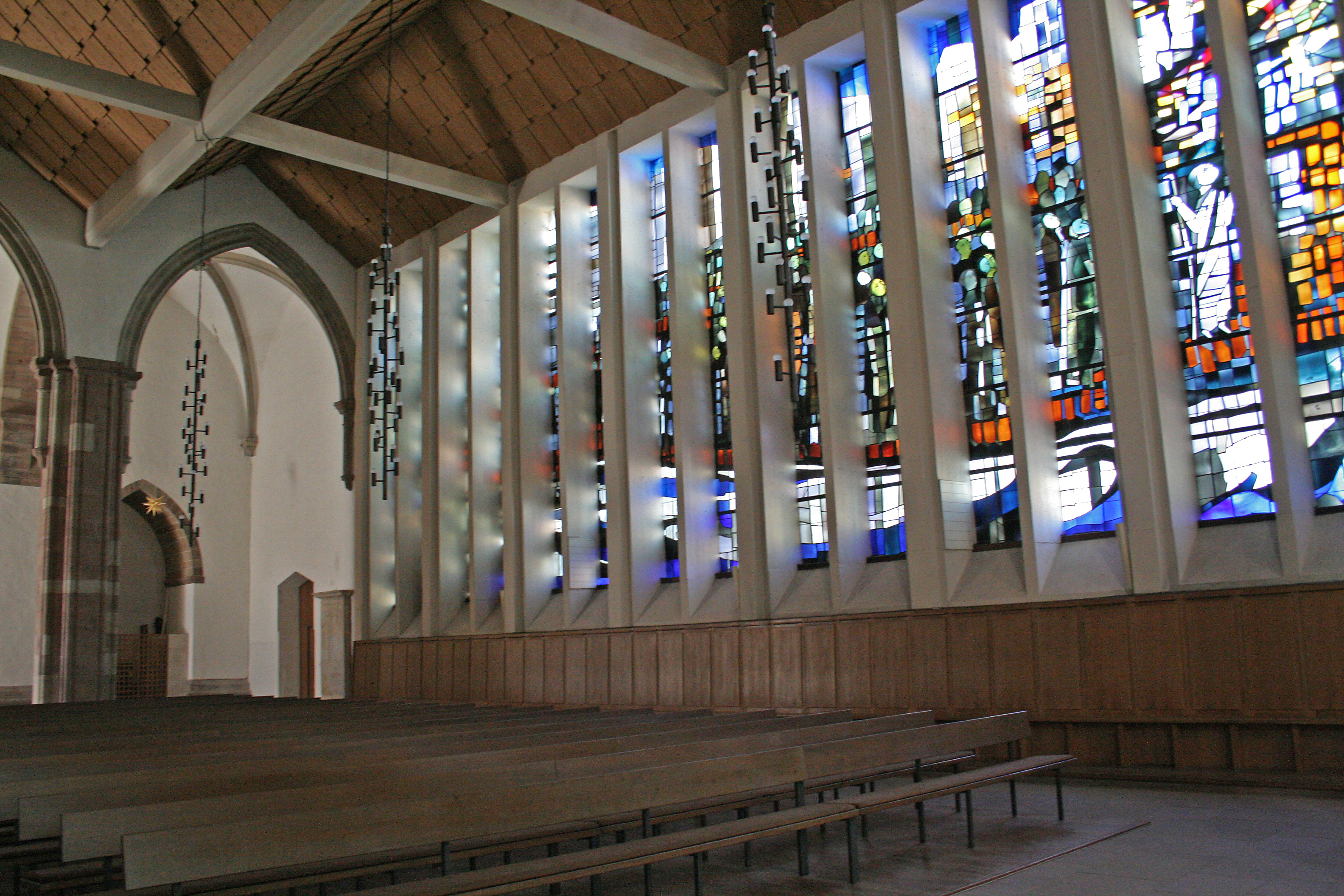
Innenansicht
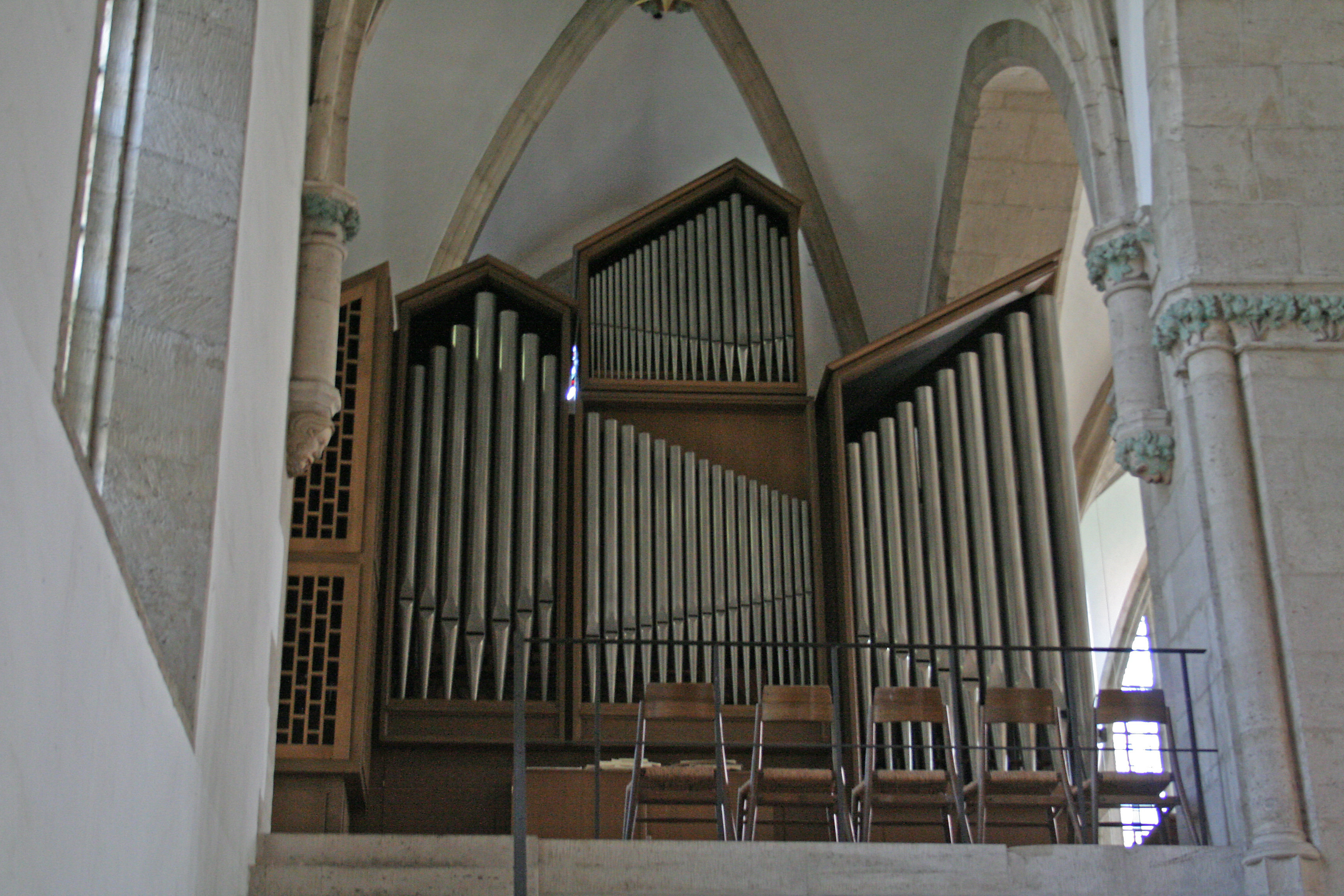
Orgel von Alfred Führer (1964/68)
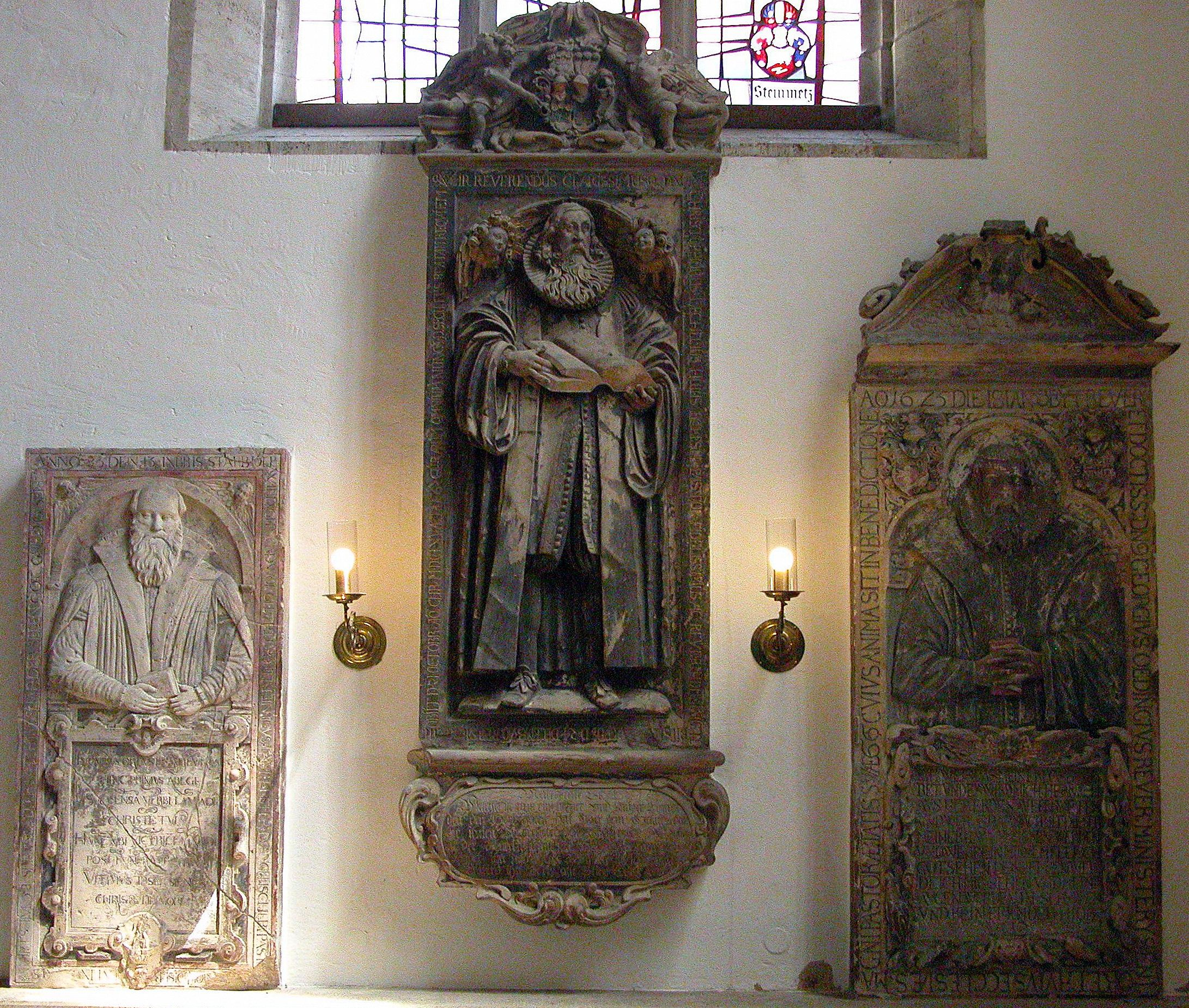
Epitaphe
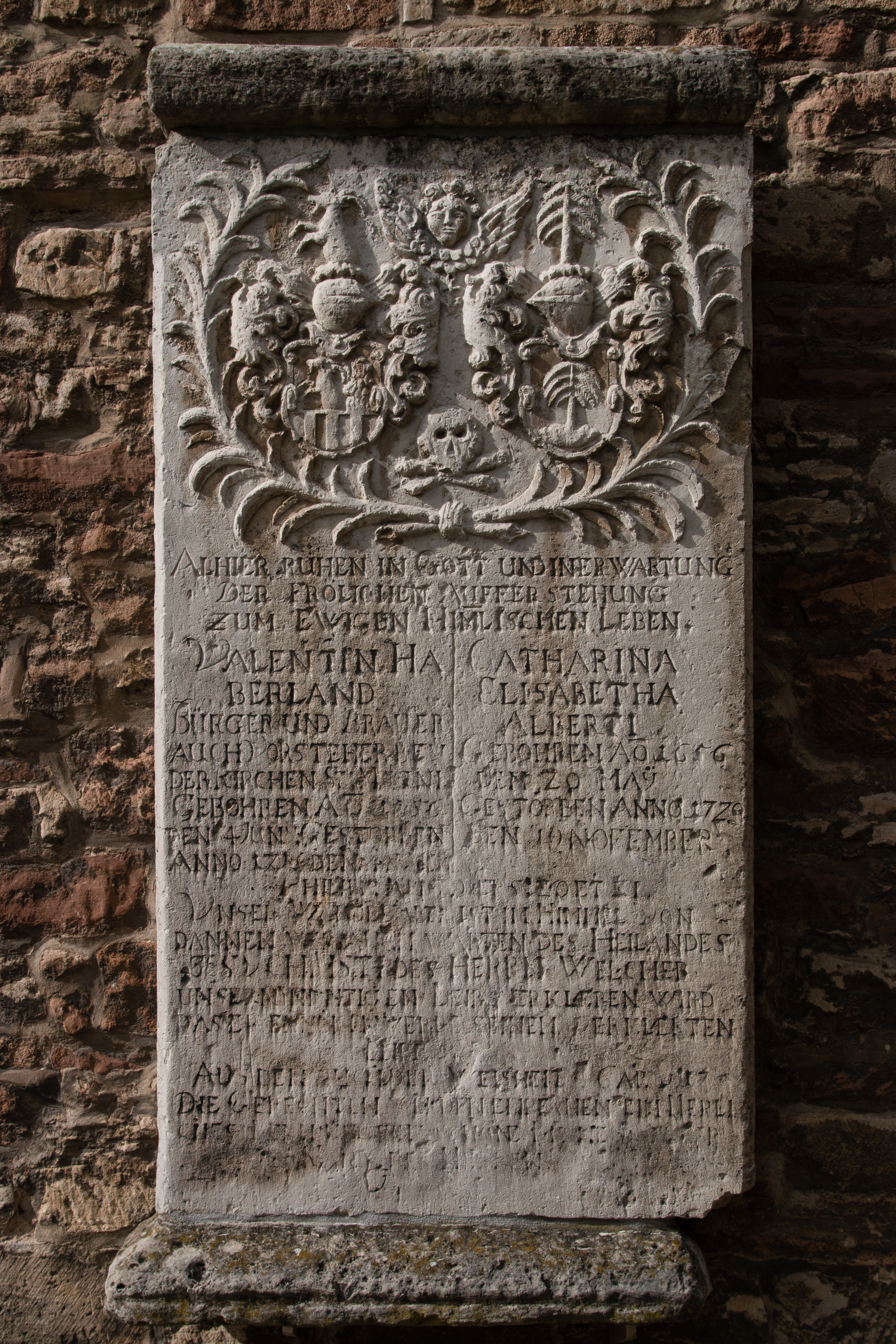
Eines der Gräber an der Südostseite der Kirche
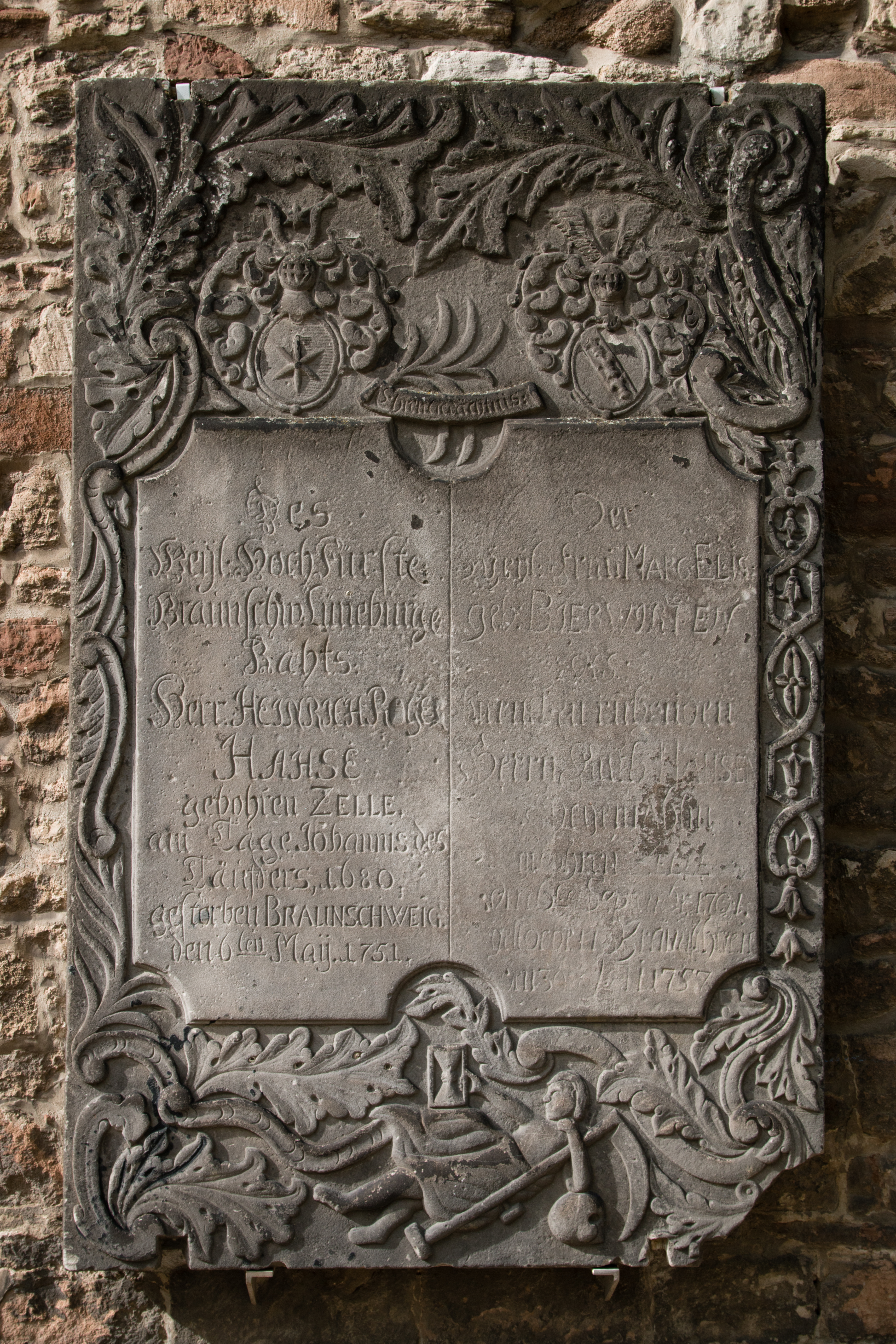
Eines der Gräber an der Südostseite der Kirche
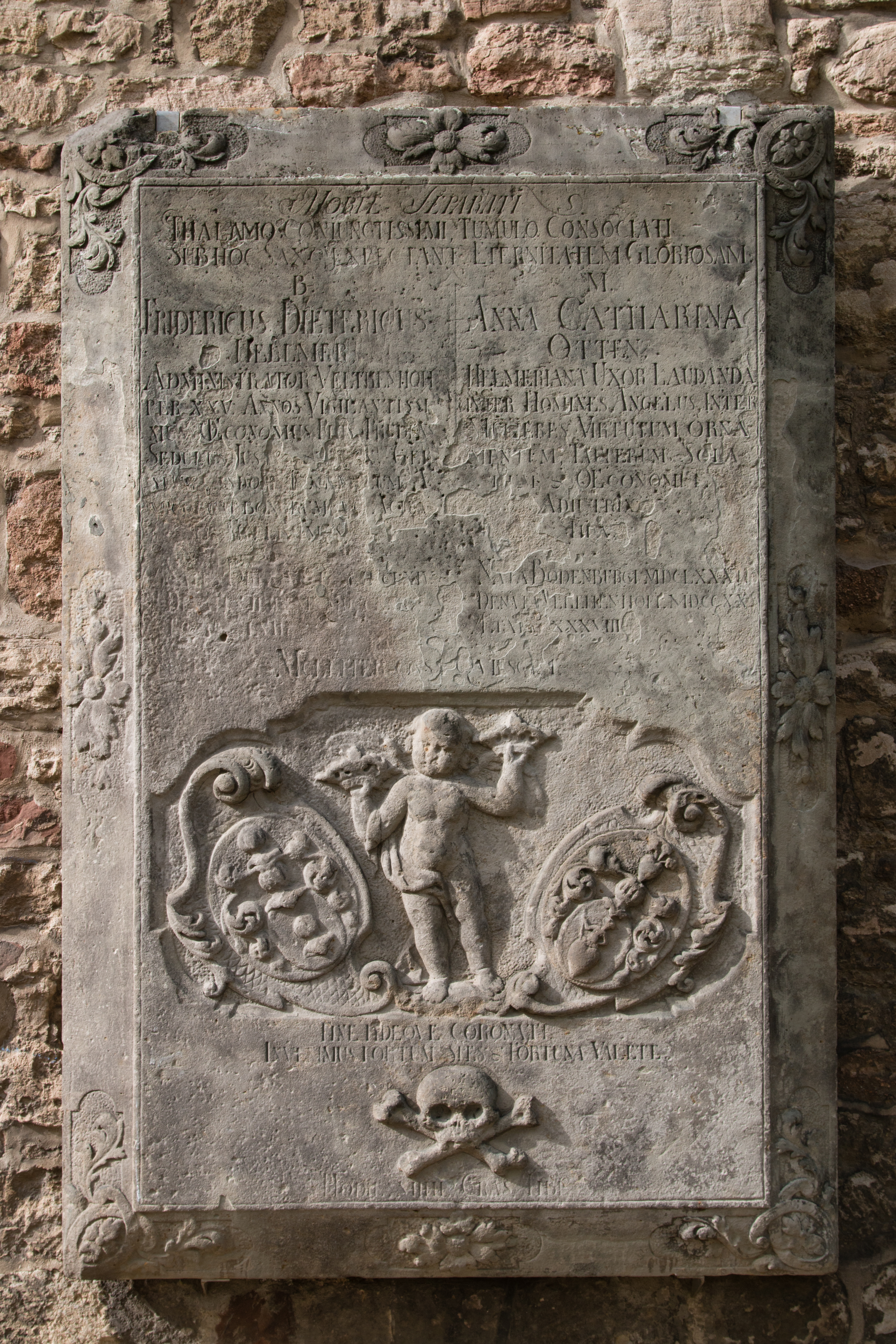
Eines der Gräber an der Südostseite der Kirche
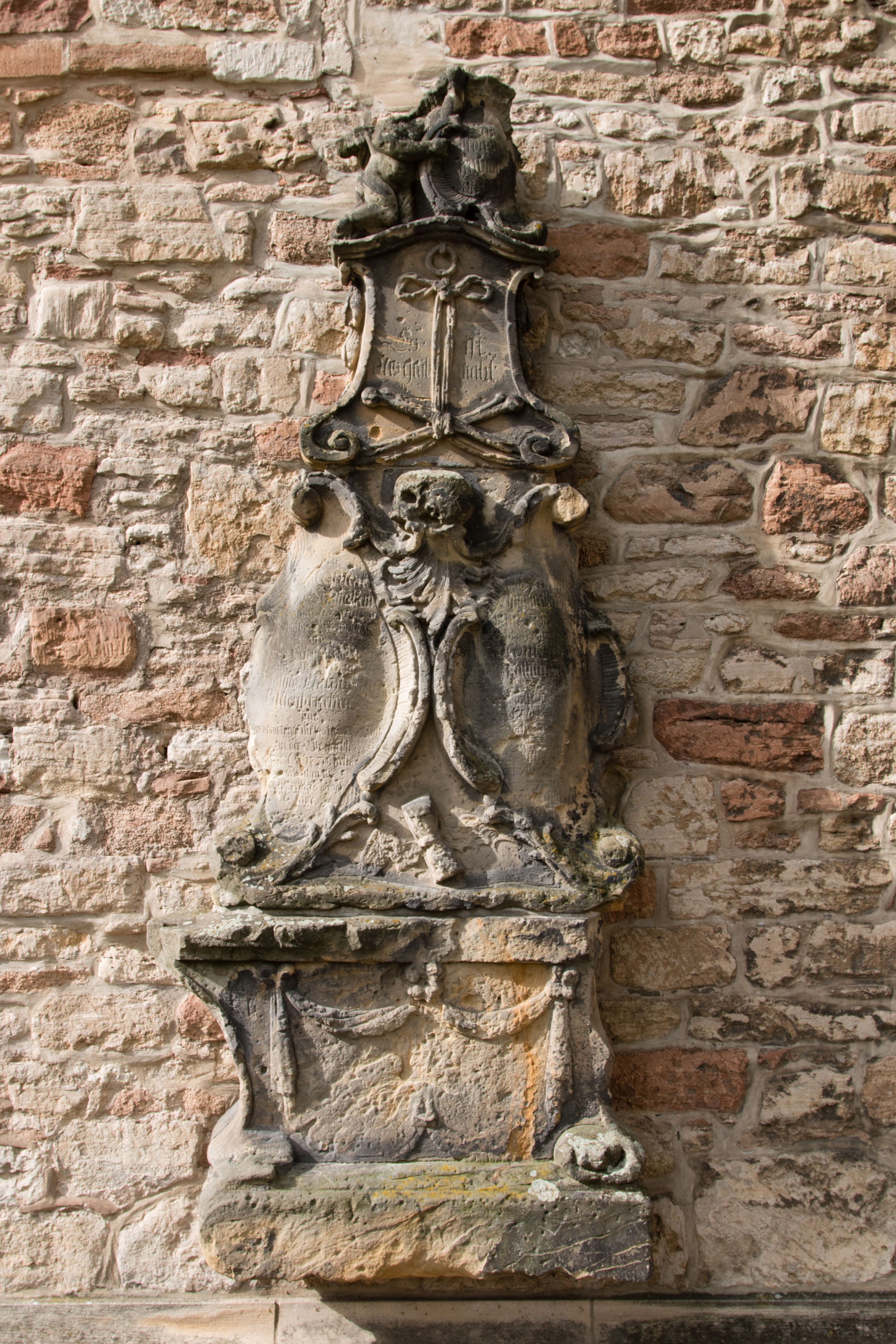
Eines der Gräber an der Südostseite der Kirche